# Bastusjön, Västerbotten
Bastusjön är en sjö i Skellefteå kommun i Västerbotten och ingår i Åbyälvens huvudavrinningsområde. Sjön har en area på 0,316 kvadratkilometer och ligger 16 meter över havet.

## Delavrinningsområde
Bastusjön ingår i det delavrinningsområde (722593-176233) som SMHI kallar för Mynnar i Åbyälven. Medelhöjden är 16 meter över havet och ytan är 0,98 kvadratkilometer. Det finns inga avrinningsområden uppströms utan avrinningsområdet är högsta punkten. Vattendraget som avvattnar avrinningsområdet har biflödesordning 2, vilket innebär att vattnet flödar genom totalt 2 vattendrag innan det når havet efter 0,9 kilometer. Avrinningsområdet består mestadels av skog (64 procent). Avrinningsområdet har 0,32 kvadratkilometer vattenytor vilket ger det en sjöprocent på 32,5 procent.